# Sport Bissau e Benfica
L'Sport Bissau e Benfica és un club de futbol de Guinea Bissau de la ciutat de Bissau. Els seus colors són el vermell i el blanc.

## Palmarès
- Lliga de Guinea Bissau de futbol:[2]
  - 1977. 1978, 1980, 1981, 1982, 1988, 1989, 1990, 2010, 2015, 2017, 2018, 2022, 2024, 2025
- Copa de Guinea Bissau de futbol:[3]
  - 1980, 1989, 1992, 2008, 2009, 2010, 2015, 2018, 2021, 2022